# Hipias mayor
Hipias mayor (en griego: Ιππίας Μείζων), también conocido como ¿Qué es lo bello?, es uno de los diálogos de Platón. Pertenece a la serie de los Primeros Diálogos, escritos en la época en que el autor era aún joven, cuya característica es un desenlace trunco, es decir, sin llegar a una conclusión precisa y aceptada del tema o concepto que se discute. Su fecha exacta es incierta, aunque se ha sugerido el 390 a. C. Se llama así debido a que hay dos diálogos con el mismo nombre (en ambos participa como personaje el sofista Hipias de Élide, contemporáneo suyo) siendo el otro, el Hipias menor (de la misma época), considerablemente más breve que el anterior. La autoría platónica del Hipias mayor ha sido discutida.

## Autenticidad
La autoría del Hipias mayor ha permanecido largo tiempo en disputa. Aunque algunas obras previamente atribuidas a Platón finalmente han sido consideradas como no auténticas, en esta obra la autoría no ha quedado aún firmemente establecida, aunque el consenso académico parece inclinarse a favorecer su autenticidad.
La discusión se resume en Sider 1977. Dorothy Tarrant fue la primera en oponerse a su autenticidad. Quienes la defendieron fueron G.M.A. Grube y W. K. C. Guthrie, en una serie de artículos y en A History of Greek Philosophy. Sider, escribió en 1992 que G.R. Ledger, en Re-counting Plato (Oxford 1989) realizó un análisis del texto por computadora y consideró no concluyentemente: "Sopesando la evidencia para la autenticidad, ésta es bastante convincente". Él va al hecho de que en otras obras recientes, P. Woodruff, Plato: Hippias Major (Oxford 1982) también discute su autenticidad y fecha el documento "alrededor de 390 a. C.", mientras que C.H. Kahn, OSAP 3 (1985) es la única figura moderna que apoya la falsedad del diálogo. Del material en línea, la Internet Encyclopaedia of Philosophy indica que "De aquéllas [obras de Platón] que enumeramos como auténticas, en la parte superior (en el grupo de obras tempranas), sólo el Hipias Mayor de vez en cuando continúa siendo mencionada como "no auténtica". La evidencia más fuerte contra la autenticidad del Hipias mayor es el hecho de que nunca fuese mencionado en cualquiera de las fuentes antiguas".

## Personajes
- Sócrates;
- Hipias de Élide, reconocido sofista, nativo de Élide. Conocido en toda la Grecia antigua, fue reputado por dominar la matemática, la astronomía y la retórica; presumía de poder hablar de cualquier tema en Olimpia sin preparación. Es presentado por Platón, algo caricaturizado, como vanidoso, cerrado y de limitado intelecto; como también lo es en el Hipias menor.

## El diálogo: Definir lo bello
En el Hipias mayor, Sócrates e Hipias de Élide intentan precisar y encontrar una definición de lo "bello" o lo "bello en sí" pero están destinados a fallar debido a su falta de habilidad para formular una respuesta que abarque el concepto completo. Se ha dicho que la problemática filosófica que presentaría Platón aquí, lejos de ser estética, sería la de la definición. Así, podemos catalogar estos primeros diálogos como aporéticos, pero no como un impasse, sino, que más bien,  lejos de paralizar, es una herramienta para los cuestionamientos, sirve de escalera para salir del pozo, como llave para abrir las cadenas mentales de la discusión filosófica.
Sin embargo, la concepción griega de la belleza difiere de la actual, ya que es mucho más amplia. Al decir belleza los griegos se referían también a la belleza estética pero en mucho mayor grado a principios como la bondad, la justicia, la rectitud, etc.

### Descripción del diálogo

#### Escena introductoria

##### Hipias se encuentra con Sócrates
Hipias de Élide, cuyas empresas lo han llevado lejos de Atenas por un buen tiempo, llega a la ciudad para dar una conferencia en la Escuela de Pheidostratus en los siguientes días. Se encuentra con Sócrates, quien le pregunta por qué un hombre tan importante y sabio como Hipias ha privado a los atenienses de su presencia por tanto tiempo.
Entonces el gran sofista explica que, se debe a que en su ciudad natal Élide eran necesarios sus servicios, y se le han confiado varias importantes misiones diplomáticas en diferentes ciudades; notablemente en Esparta. De esta forma, Sócrates pergeña una discusión con Hipias de Élide, el cual se asume como sabio y no sólo eso, llega a proclamarse superior a cualquiera y lo demuestra mediante las grandes cantidades de dinero que ha conseguido enseñando sus conocimientos a lo largo de la magna Grecia. Bajo este contexto, y fiel a su forma de ser, el originario de Alópece se siente emocionado por estar frente a una persona tan sabia que lo podrá sacar de sus dudas y contestará sin problema sus cuestionamientos.

#### ¿Podría la aplicación excesiva de la ley llevar a la ilegalidad?
Irónicamente, Sócrates asiente que todo eso es admirable. Y si Hipias ha pasado la mayor parte de su tiempo en Esparta, pregunta entonces, ¿debería él estar donde gana más? Hipias replica: él no tocó el obolus ahí. No fue porque los espartanos deseasen la mejor educación posible para sus hijos, y no porque no comprendiesen el verdadero valor de Hipias. La única razón fue que "no es costumbre heredada de los lacedemonios el cambiar sus leyes o educar a sus hijos en forma diferente de la habitual.".
Sin embargo, como Sócrates enfatiza, la ley está hecha precisamente para la utilidad y felicidad de los ciudadanos, dos cosas a las que Hipias habría podido contribuir grandemente. Por estar demasiado aferrados a la ley y al rechazar los servicios de Hipias, los espartanos contradicen el objeto de sus propias leyes y por lo tanto esto se podría considerar como algo ilegal.
Hipias, adulado así convenientemente, asiente a Sócrates. Éste entonces le pregunta cómo, sin embargo, tuvo él tanto éxito en esta severa ciudad de Laconia. No fue, responde Hipias, por sus conocimientos de aritmética o de astronomía, sino que "les place oír hablar de las genealogías de los héroes y de los hombres, Sócrates, y de las fundaciones de las ciudades en épocas antiguas y, en breve, sobre la antigüedad en general... [aquellas cosas] bellamente perseguidas"

#### Sócrates revela su problema
Sócrates está contento de que Hipias haga reminiscencia de las cosas bellas, pues éste es el tema que le interesa. Mientras se critica la belleza o la fealdad de parte de los discursos, Sócrates reclama haber sido acosado recientemente por un conocido suyo, que le reprobó por no conocer realmente la definición de la belleza.
En seguida proclama estar encantado pues finalmente, alguien tan competente como Hipias podrá dar su opinión sobre la naturaleza de la belleza. El gran sofista, adulado, no se opone; y es aguijoneado por Sócrates, que le ofrece la réplica en la discusión por medio de asumir, en un acto literario, el papel del "insolente" acusador, que no es otro que su conocido demonio o conciencia. Este juego de roles por parte de Sócrates se agrega a la naturaleza cómica del diálogo, permitiéndole que se mofe de Hipias de un modo que en otras circunstancias no sería aceptable.

### Las tres respuestas de Hipias

#### Primera definición: La belleza es una hermosa joven
Por primera respuesta, Hipias nos muestra que no entiende nada de lo que le pide su interlocutor: "Para estar seguros, Sócrates, si debo decir la verdad, una hermosa joven es bella." (287e). Sócrates estima, con su usual ironía, que esta es una respuesta brillante. Pero, ¿no puede decirse que una lira, un caballo o incluso una olla son bellos? Claro que la más bella de las ollas no tiene comparación con una hermosa mujer, pero, a su vez, ¿qué es la belleza de una dama en comparación con la de una diosa?
En breve, hay un infinito número de cosas bellas además de bellas mujeres. En cualquier caso, ésta no es realmente la pregunta; no es una pregunta acerca de saber cuáles cosas son bellas y cuáles no, sino de definir qué es aquello que las hace bellas.

#### Segunda definición: La belleza es oro
La segunda respuesta ofrecida por Hipias es la siguiente: "Esto que me preguntas, la belleza, no es sino el oro... Pues todos lo sabemos, creo, dondequiera que se añada, incluso que aquello que parezca feo parecerá bello si está adornado con oro."(289e). Aquí Hipias ha reconocido que lo bello es algo único que aplicado a las cosas las hace bellas, pero sigue particularizando la cuestión con ejemplos concretos.
Sin duda, responderá Sócrates, pero, ¿qué es lo que hace así a la gran estatua de Atenea en el Partenón? Esta obra maestra de Fidias está hecha de marfil y piedras preciosas, no de oro. Y sin embargo la estatua es magnífica.
Además, tanto el oro como cualquier otro metal precioso sólo otorga belleza si es usado correcta, o “convenientemente”. En el caso de la olla, por ejemplo, ¿cómo se podría decir que una cuchara de madera o una de oro será mejor para revolver, o cuál de ellas será la más bella?

#### Tercera definición: La belleza es ser rico y respetado
Esta vez, Hipias cree entender: Sócrates quiere saber qué cosa ningún hombre encontrará fea.
Pero una vez más, no llega a responder concretamente: "...por todas maneras y en todas partes lo mas bello para un varón es ser rico, estar sano y honrado entre los griegos, llegar a viejo y, después de haber atendido bellamente a sus parientes muertos, ser enterrado por sus propios hijos en bello y magnifico sepulcro."
Sigue a continuación una escena muy cómica, en la que Sócrates muestra el miedo de ser castigado con una varilla por su acosador si le contestase con tal respuesta. Si es bello, por ejemplo, dar las honras fúnebres a los padres y recibirlas de los hijos. Entonces, ¿qué de Aquiles o Hércules? ¿Hubiese sido bello para estos dos héroes, hijos de inmortales, enterrar a sus parientes? ¿Acaso entonces no habría belleza en sus vidas porque sus descendientes no los enterraron? La belleza en este sentido entonces se aplica a los hombres ordinarios, pero sería fealdad para héroes y dioses. La definición entonces todavía es incorrecta.

### Las tres respuestas de Sócrates

#### Primera definición: la Belleza es lo que es apropiado
Cansado de los errores de Hipias, Sócrates ofrece una definición a su turno, que él dice guardaba de su famoso contradictor: La belleza es simplemente lo que es apropiado. 
Esta respuesta satisface a Hipias. Pero es preciso uno no es lo mismo. Es más, la belleza estaría falseando la realidad.
Hipias sugiere que la conveniencia proporciona al mismo tiempo la realidad y el aspecto de la belleza. Pero entonces, nada podría ser menos seguro; si todo fuera así de simple, los ciudadanos y los políticos no tendrían que discutir más para decidir qué acción sería la más bella.

#### Segunda definición: la belleza es lo útil
Por segunda vez, Sócrates propone una solución: ¿si es bello, es útil?
Pero he aquí que salen a la superficie varios problemas: es mediante el poder que los hombres hacen cosas útiles. Sin embargo, como también es bien sabido, el poder puede servir tanto para el mal como para el bien. Y como no es deseable calificar las acciones bellas como malas, no se puede aceptar que lo bello es lo útil.
Lo que requiere que la definición sea nuevamente enfocada; la belleza es solamente la utilidad en tanto es eficaz para la realización de los fines buenos, o a aquellos que son "favorables" o “provechosos”. 
Identificar lo bello y lo favorable conduce a una paradoja: dado que lo bello sería la causa del bien y se está tratando decir que “lo bello es el bien” o “aquello útil al bien” se estaría identificando la causa con su efecto y concluyendo que la causa es origen de sí misma.
Desde aquí deben concluir que “tampoco lo bello es lo bueno, ni lo bueno es lo bello” (297b); una aserción que, sin embargo, no los satisface.

#### Tercera definición: la belleza es el placer que viene de ver y oír
Para concluir, Sócrates trae una definición final; a primera vista muy asombrosa: "¿[y qué] si dijésemos que lo bello es lo que nos hace sentir felices?; no me refiero a todos los placeres, sino al que nos da felicidad mediante la audición y la vista."
Esta hipótesis, si bien atractiva, según Sócrates mismo contiene un defecto fundamental; que ignora la belleza de los placeres más nobles, referida a las ocupaciones de los estudiosos o al estudio de las leyes.
Por otro lado, parece llamativo que sólo los sentidos de la vista y el oído sean considerados. ¿Es ésta un modo someterla al sentido común, en la que el tacto, el gusto y el olfato son de alguna manera más vergonzosos y bajos que los otros sentidos?
Finalmente, se dice que no porque el placer venga de ver o de oír algo sea bello. Sócrates lanza una serie de consideraciones muy complejas: tomando pares de objetos, en la mayoría de los casos que el término se aplique a ambos objetos (A y B son hermosos, A y B son justos) pueden también aplicarse a un objeto tomado por separado (A es hermoso y B es hermoso). Pero en algunos casos raros puede suceder que esto no sea el caso, notoriamente cuando la suma de A y B forma un número par y A y B, tomados por separado, son dos números impares.
En el caso de la belleza, es la primera categoría la que es apropiada, porque si un par de objetos es hermoso, nos lleva a razonar que lo son cada uno de ellos. Pero aparece una nueva paradoja, puesto que lo bello, en una discreta definición, deba corresponder a ambos placeres de la vista y de la audición, tomados juntamente, y no puede pertenecer solamente a una de ellas. Consecuentemente, la definición demuestra ser fallida. 
Agotado por las muchas sutilezas que en última instancia e inútilmente han considerado, Hipias reprende a Sócrates y le exige a que en lugar de "meras palabras y absurdos" admita que "lo bello y digno de estimación es ser capaz de ofrecer un discurso adecuado y bello ante un tribunal, o ante el Consejo o cualquier otra magistratura en la que se produzca el debate, convencer y retirarse llevando no estas nimiedades, sino el mayor premio, la salvación de uno mismo, la de sus propios bienes y la de los amigos.."
Sócrates, tomándose una licencia, finge sentirse mal por la situación, arrinconada entre los ataques de Hipias y las de su misterioso acosador. Como única certeza, con sentido del humor concluye que, ahora puede comprender mejor el viejo proverbio griego "las cosas hermosas son difíciles".

## Impacto literario y filosófico
Puede impactar o sorprender al lector que la definición que identifica lo bello con lo útil sea refutada en el diálogo, dado que ésta corresponde muy bien con la visión histórica de Sócrates. Pero, como sucede en Cármides, Lisias y Eutifrón, el Hipias Mayor tiene una virtud "anatréptica" o auto-censurable, el propósito del autor es revelar los fallos de las opiniones comúnmente aseveradas, sin necesariamente ofrecer una solución, algo que se asume para los posteriores textos.
En términos de desarrollo filosófico, el Hipias Mayor no es mucho más avanzado que los otros diálogos tempranos. El concepto de "bueno en y por sí mismo", aunque sólo en forma oblicua, hace su primera aparición en esta obra. Sin embargo el pensamiento platónico aún no está desarrollado completamente: no hay, por ejemplo, rastros de la idea de la "reminiscencia" expuesta en el Menón y el Fedro, en el que las almas adquieren el conocimiento del concepto de "Belleza" y de "Bondad" en el transcurso de su marcha hacia el más allá.
Es en el plano literario que el Hipias Mayor es muy notable. El diálogo se puede leer tanto como un trabajo filosófico serio, o como una comedia satírica ligera con dos actores. La astucia de Sócrates en refugiarse bajo la autoridad de un tercer supuesto protagonista para dar una penetrante crítica a Hipias, dota al diálogo de gran humor y le da mucha vitalidad.